# Matzen-Raggendorf
Matzen-Raggendorf – gmina targowa w Austrii, w kraju związkowym Dolna Austria, w powiecie Gänserndorf. Według Austriackiego Urzędu Statystycznego liczyła 2 722 mieszkańców (1 stycznia 2014).

## Współpraca
Miejscowość partnerska:
- Brixlegg, Tyrol